# Jaka Grosar
Jaka Grosar, slovenski smučarski skakalec, * 4. april 1978, Kranj.
Grosar je bil član kluba SK Tržič Trifix. Leta 1996 je osvojil bronasto medaljo na ekipni tekmi svetovnega mladinskega prvenstva. V svetovnem pokalu je v sezonah 1995/96 in 1996/97 nastopil na štirih tekmah.
Po končani karieri zimskega športnika je začel z deskanjem na valovih. Kot eden pionirjev tega športa na Slovenskem je osvojil več naslovov državnega prvaka. Nastopil je tudi na nekaterih tekmovanjih v deskanju na valovih na italijanski zahodni obali.
Danes je športni pedagog in manualni terapevt z lastno ordinacijo v Ljubljani.